# Arkesilas-Maler

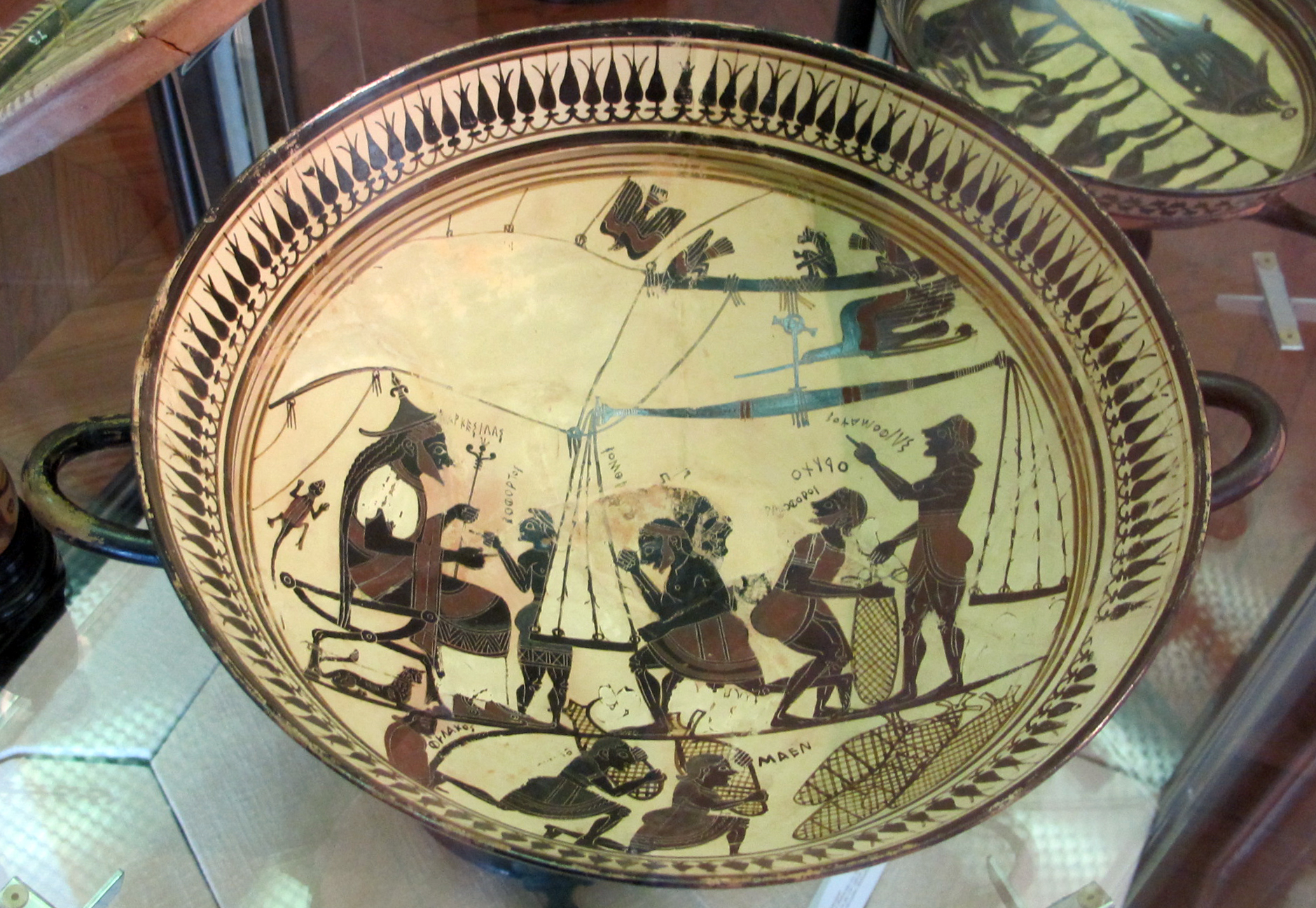
Namenvase des Arkesilas-Malers, um 565/60 v. Chr.

Der Arkesilas-Maler war ein lakonischer Vasenmaler, dessen Werke in die Zeit um 560 v. Chr. datiert werden. Er gilt als einer der fünf großen Vasenmaler Spartas.

## Leben

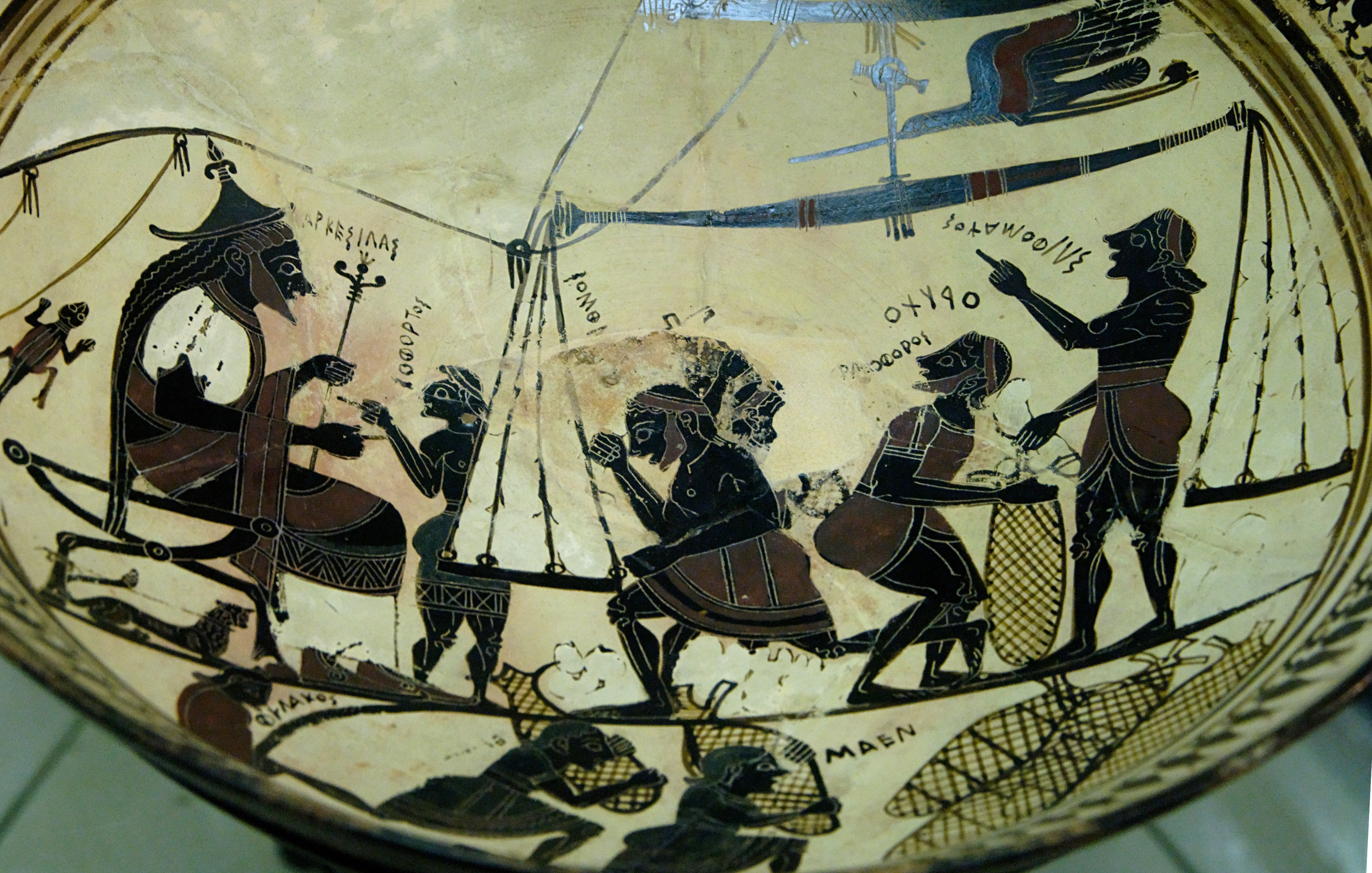
Namenvase, Detail mit dem Hauptbild

Der Arkesilas-Maler erhielt seinen Notnamen nach einer Schale, die sich heute im Cabinet des Médailles der Bibliothèque nationale de France in Paris befindet. Auf dieser sogenannten Arkesilas-Schale, die in Vulci gefunden wurde, zeigt der Künstler den kyrenischen König Arkesilaos II., der seinen Untertanen beim Verpacken und Wiegen von Waren zusieht. Es handelt sich dabei um eine singuläre Darstellung in der antiken Kunst. Dies und eine weitere Darstellung des Künstlers, welche die Nymphe Kyrene beim Ringkampf mit einem Löwen zeigte, ließ die Archäologen zunächst an eine Herkunft des Malers aus Nordafrika denken, was sich jedoch nach Ausgrabungen in Lakonien als falsch herausstellte. Auf einer weiteren Schale zeigt er Frauen, die durch Deckweiß gekennzeichnet sind. Diese Technik, die für korinthische und attische Vasen typisch ist, findet sich sonst nicht auf lakonischen Werken. Ein ähnliches Bild zeigt sich auf einer weiteren Schale, auf der Herakles möglicherweise gegen zwei Amazonen kämpft. Die Beine sind nicht zu erkennen, die Gesichter sind zum Teil weiß.
Der Arkesilas-Maler verzierte vor allem Schalen. Dabei zeigte er vornehmlich Symposiumszenen und Mythenbilder. Bei Letzteren dominieren vor allem Bilder auf dem herakleischen Sagenkreis, Amazonen, Atlas und Prometheus. Atlas und Prometheus finden sich gemeinsam auf einer weiteren Vase des Malers. Auffällig ist hier, dass beide Titanen in unmittelbarer Umgebung gezeigt werden, obwohl sich der eine im Westen, der andere im Kaukasus befand. Neben den figürlich verzierten Werken werden dem Arkesilas-Maler auch lediglich ornamental bemalte Werke zugeschrieben. Seine Zeichenweise ist präzise und lebendig. Der Maler wurde 1934 als einer der ersten lakonischen Vasenkünstler von Arthur Lane erkannt. Sein Frühwerk wurde von diesem noch dem Hephaistos-Maler zugewiesen, der später als Boreaden-Maler identifiziert wurde.